# Cuadrangular de Bogotá
El Cuadrangular de Bogotá fue un torneo amistoso organizado por Millonarios y Santa Fe. Los partidos se disputan en el estadio El Campín de Bogotá. Millonarios y Santa Fe invitan a dos equipos más. Los cuatro equipos disputarán dos fechas, el que más puntos suma será el ganador.
El torneo se disputó por primera vez en el año 2012. Los dos equipos invitados fueron: Boca Juniors y Estudiantes (LP), ambos de Argentina.

## Ediciones
| Año          | País     | Campeón  | Subcampeón  | País     | Estadio           |
| ------------ | -------- | -------- | ----------- | -------- | ----------------- |
| 2012 Detalle | Colombia | Santa Fe | Millonarios | Colombia | El Campín, Bogotá |

## Equipos con más participaciones
Datos actualizados al Torneo Internacional de Verano 2012
| Equipo           | Participaciones |
| ---------------- | --------------- |
| Millonarios      | 1               |
| Santa Fe         | 1               |
| Boca Juniors     | 1               |
| Estudiantes (LP) | 1               |